# La Vista Torre A
La Vista Torre A, es un rascacielos ubicado dentro de "La Vista Country Club" en el distrito de Angelópolis en el municipio de Puebla en la Zona Metropolitana de Puebla. Actualmente es el décimo cuarto edificio más alto de Puebla, después de la Torre Ejecutiva JV III.
El proyecto consta de otras 2 torres hermanas a esta.

## La Forma
- Su altura es de 114 metros y tiene 29 pisos.

- Cuenta con 96 departamentos.

## Detalles Importantes
- Su construcción comenzó en el 2007 y concluyó en el 2009.

- Su uso es residencial.

- Cuenta con 4 elevadores.